# Rufisque Ouest
Rufisque Ouest est l'une des 3 communes d'arrondissement de la ville de Rufisque (Sénégal). Située à l'entrée de la presqu'île du Cap-Vert, au sud de Dakar, elle fait partie de l'arrondissement de Rufisque.
Elle a été créée en 1996. Elle sera dirigée par Cora Fall. Il fut remplacé par Alioune Mar qui est actuellement à son quatrième mandat.

## Population
En 2019, selon les projections de l'ANSD la population communale atteint 70 061 habitants.